# Březno (hradiště)
Březno či Na Šachtách je pravěké hradiště z doby bronzové, které stávalo v poloze Na Šachtách na okraji dnešního Března u Postoloprt v okrese Louny. Opevněno bylo v době únětické kultury a v pozdní době halštatské, ale archeologické nálezy dokládají i starší osídlení v době kamenné. Od roku 1964 je hradiště chráněno jako kulturní památka.

## Historie
Archeologické nálezy dokládají osídlení lokality již v eneolitu a spadají do období kultur nálevkovitých pohárů a kulovitých amfor. V době únětické kultury bylo místo opevněno, ale nejpozději do mladší knovízské kultury minimálně část opevnění zanikla (zasypaný příkop). Nové opevnění bylo postaveno až v době halštatské kultury.
Místo bylo poškozeno stavbou železniční trati z Postoloprt do Loun a v letech 1987–1988 během stavby silnice, při které však byl proveden záchranný archeologický výzkum.
Nedaleko se nachází sídliště Březno, které bylo v některých obdobích osídleno současně s tímto hradištěm.

## Stavební podoba
Hradiště s rozlohou asi 1,5 ha stálo na ostrožně, která asi vystupuje asi o dvacet metrů nad okolní nivní terén řeky Ohře. Z opevnění se zachovaly pouze fragmenty. Příčný val, který chránil přístupnou jižní stranu, byl z větší části rozorán. Jeho dochovaný fragment na jihovýchodní straně byl datován do období únětické kultury. Za valem se nacházel příkop z doby bronzové. Původně byl asi devět metrů široký a 3,4 metru hluboký, ale zasypán byl již v době knovízské kultury. Další část opevnění odkryl archeologický výzkum na východní straně. V době únětické kultury ho tvořil val, který v době halštatské pohltila osm metrů široká hradba s vnitřní komorovou konstrukcí a vnější kamennou zdí. Na severním konci ostrožny byla doložena vnitřní strana dalšího příkopu.
Podle nálezů byl osídlen také prostor před předpokládaným jižním opevněním, kde se kromě jiného našly tři kostrové hroby únětické kultury s kamenným obložením.

## Přístup
Lokalita je volně přístupná, ale nevede na ni žádná turisticky značená trasa.